# Lommis
Lommis ist eine politische Gemeinde im Bezirk Münchwilen des Schweizer Kantons Thurgau. Die Gemeinde besteht aus den Ortschaften Lommis und Weingarten-Kalthäusern und liegt im Lauchetal bei Matzingen.
1995 wurden von der Munizipalgemeinde Lommis die Ortsgemeinden Bettwiesen und Wetzikon abgetrennt. Bettwiesen wurde in die Politische Gemeinde Bettwiesen umgewandelt, Wetzikon kam zur politischen Gemeinde Thundorf. Gleichzeitig vereinigten sich die verbliebenen Ortsgemeinden Kalthäusern, Lommis und Weingarten zur politischen Gemeinde Lommis.

## Geschichte

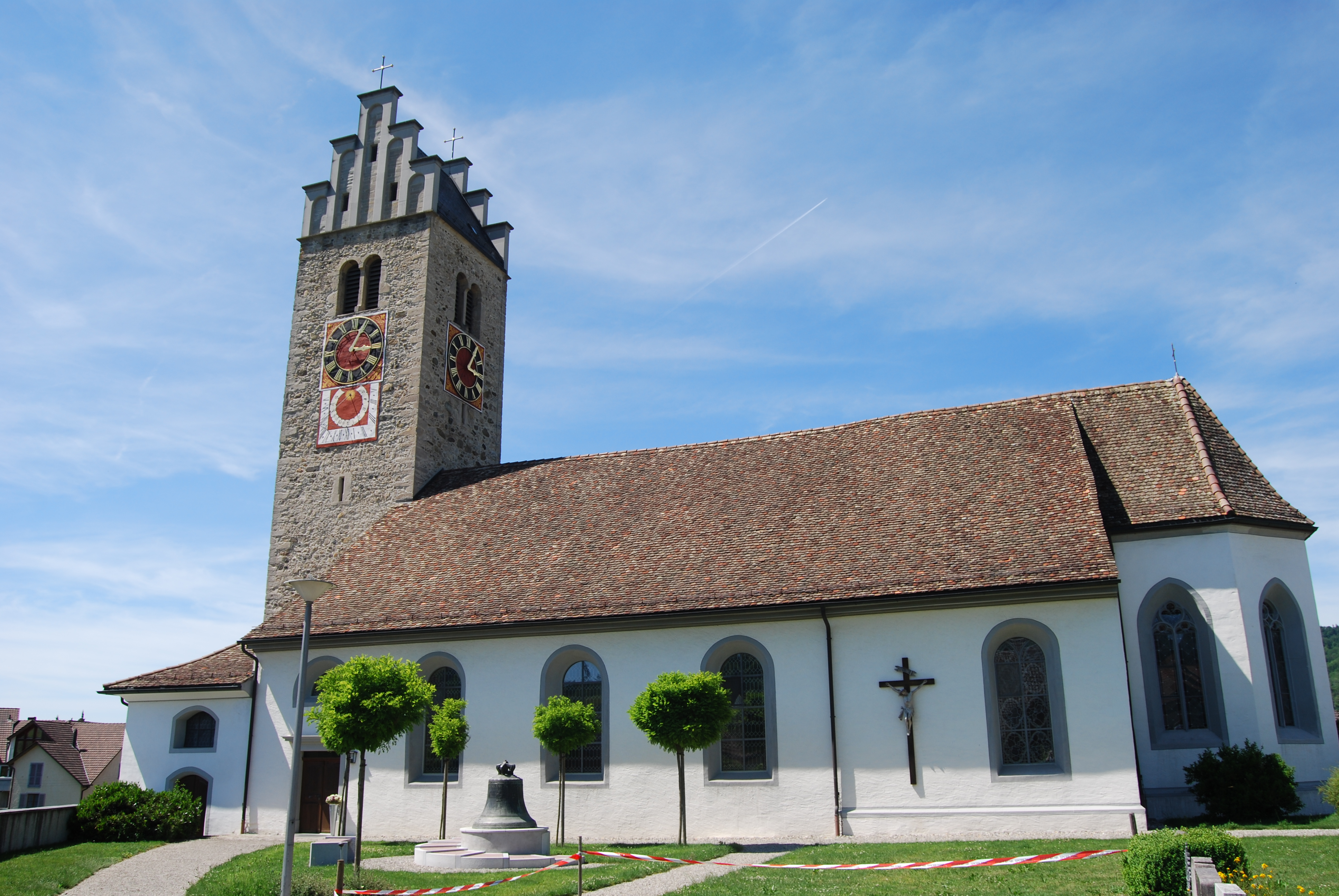
Die rund 800 Jahre alte Kirche St. Jakobus von Lommis gehört zu den ältesten des Kantons.

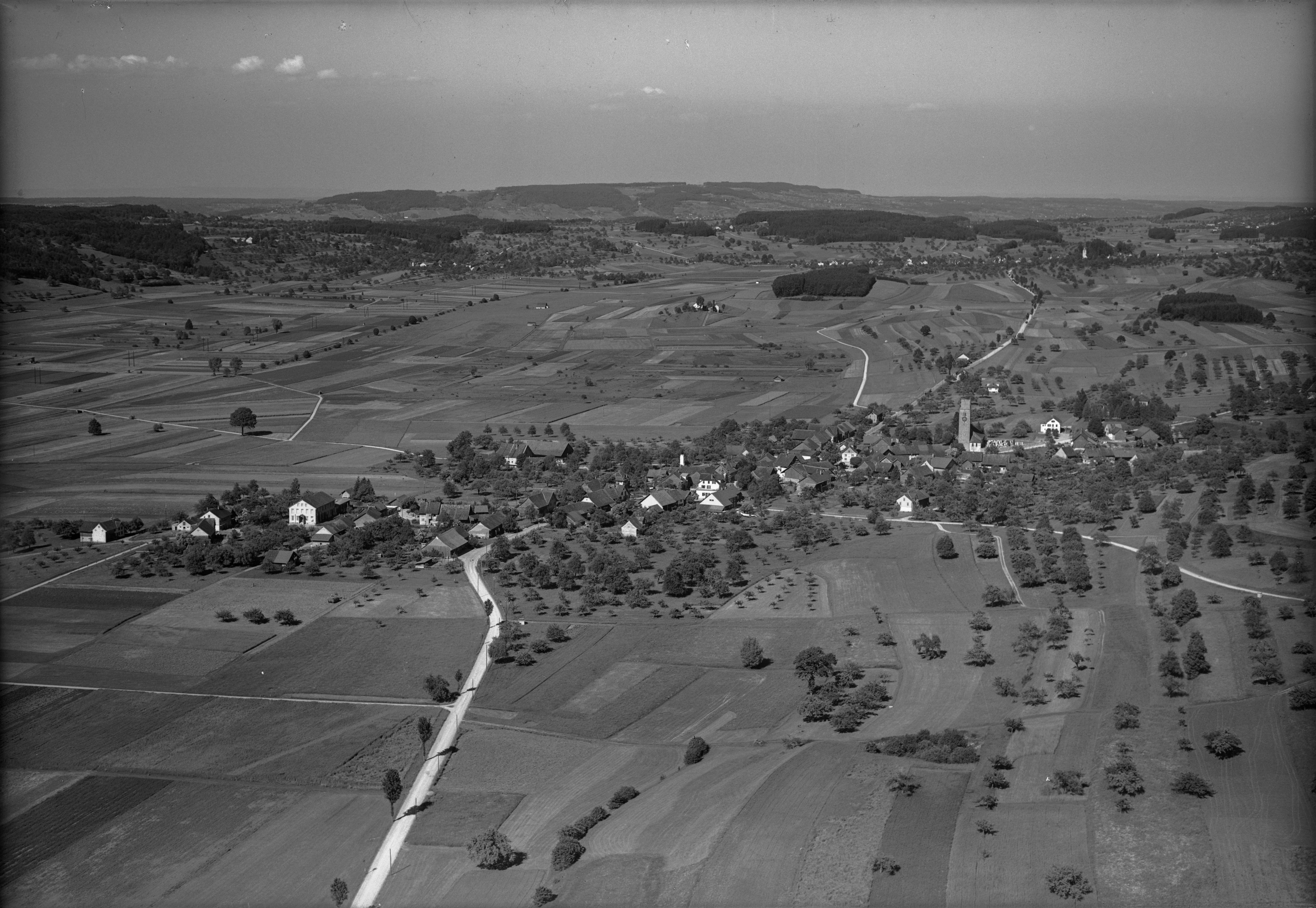
Lommis im Jahr 1950

Lommis wurde 824 erstmals als Loubmeissa erwähnt. 854 erhielt das Kloster St. Gallen Güter aus der Mark Lommis. Um 1200 war die Herrschaft Lommis, ein Lehen der Abtei Reichenau und der Grafen von Toggenburg, im Besitz der Ministerialen von Lommis. 1443 zog Petermann von Raron Lommis an sich. Nach weiteren Wechseln gelangte Lommis 1599 an die Abtei Fischingen, bei der es bis 1798 verblieb. Kirchlich gehörte Lommis im Hochmittelalter vermutlich zu Affeltrangen; 1214 ist ein Priester erwähnt. 1529 schloss sich die Gemeinde der Reformation an, doch gelang dem Gerichtsherrn 1532 die Wiedereinführung der Messe. Das reformierte Lommis war bis 1961 Filiale von Matzingen, und die Kirche wurde von 1648 bis 1966 paritätisch genutzt.
Der Acker- und Rebbau war bis um 1900 von Bedeutung, der Torfabbau bis 1918. In Lommis wurden eine Mühle aus dem Jahr 1625 und eine Sägerei betrieben, Baumwollspinnerei erfolgte in Heimarbeit. Als Industrie bestand von 1810 bis 1839 die Baumwollspinnerei Lauchetal, ab 1900 eine Stickerei und ab 1933 eine Schuhfabrik. Die Melioration 1918 stärkte die Milchwirtschaft (Käserei). Zu Beginn des 21. Jahrhunderts boten vor allem Bauunternehmen, das Gewerbe (u. a. Holzbau, Flugzeugelektronik) und der 1962 angelegte Flugplatz Arbeit. Ab 1970 wuchs die Gemeindebevölkerung rasch.
→ siehe auch Abschnitt Geschichte im Artikel Kalthäusern

→ siehe auch Abschnitt Geschichte im Artikel Weingarten TG

## Wappen
Blasonierung: In Blau zwei gelbe, schrägrechte Leisten, die obere mit gelber Gleve besteckt.
Das Wappen wurde von der Gerichtsherrschaft Lommis übernommen und geht auf die toggenburgischen Dienstleute von Lommis zurück.

## Bevölkerung
| Hier fehlt eine Grafik, die leider im Moment aus technischen Gründen nicht angezeigt werden kann. Wir arbeiten daran! |

|                     | 1850  | 1900  | 1950  | 1990  | 2000  | 2010  | 2018  | 2023   |
| ------------------- | ----- | ----- | ----- | ----- | ----- | ----- | ----- | ------ |
| Politische Gemeinde |       |       |       |       | 962   | 1101  | 1211  | 1267   |
| Munizipalgemeinde   | 1131  | 1061  | 1128  | 1789  |       |       |       |        |
| Ortsgemeinde        | 356   | 341   | 350   | 487   |       |       |       |        |
| Quelle              | [ 9 ] | [ 9 ] | [ 9 ] | [ 9 ] | [ 6 ] | [ 6 ] | [ 6 ] | [ 11 ] |

Von den insgesamt 1267 Einwohnern der Gemeinde Lommis am 31. Dezember 2023 waren 175 bzw. 13,8 % ausländische Staatsbürger. 401 (31,6 %) waren römisch-katholisch und 349 (27,5 %) evangelisch-reformiert. Die Ortschaft Lommis zählte zu diesem Zeitpunkt 832 Bewohner.

## Wirtschaft
Im Jahr 2016 bot Lommis 356 Personen Arbeit (umgerechnet auf Vollzeitstellen). Davon waren 9,7 % in der Land- und Forstwirtschaft, 56,2 % in Industrie, Gewerbe und Bau sowie 34,1 % im Dienstleistungssektor tätig.

## Flugplatz
In Lommis gibt es einen kleinen Flugplatz (ICAO-Kode LSZT). Dieser wurde 1962 gebaut und verfügt heute über eine 615 m lange Graspiste.

## Sehenswürdigkeiten
Die nordöstlich von Weingarten liegende Ruine der ehemaligen Burg Spiegelberg befindet sich bereits auf dem Gemeindegebiet von Thundorf.

## Bilder

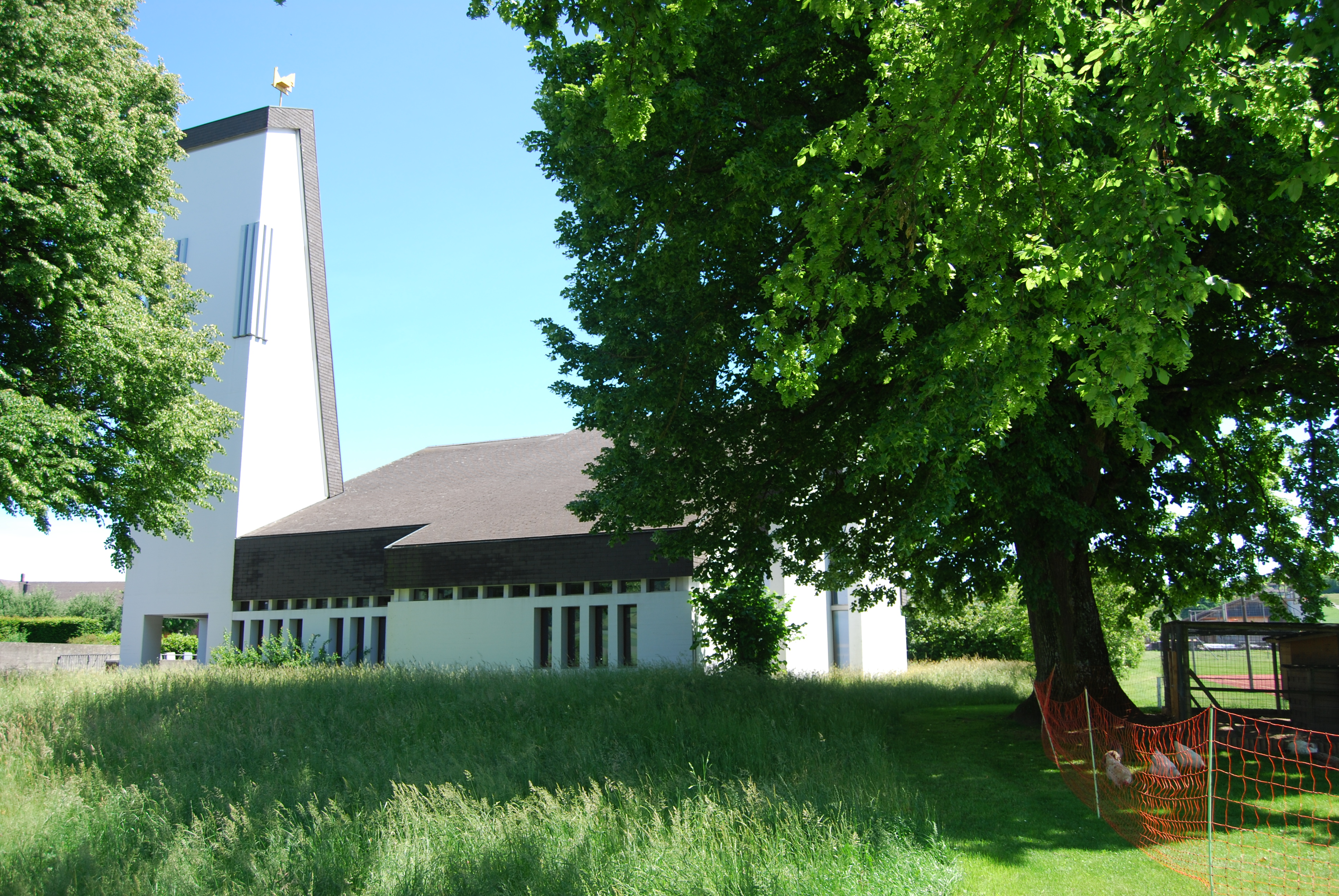
Reformierte Kirche
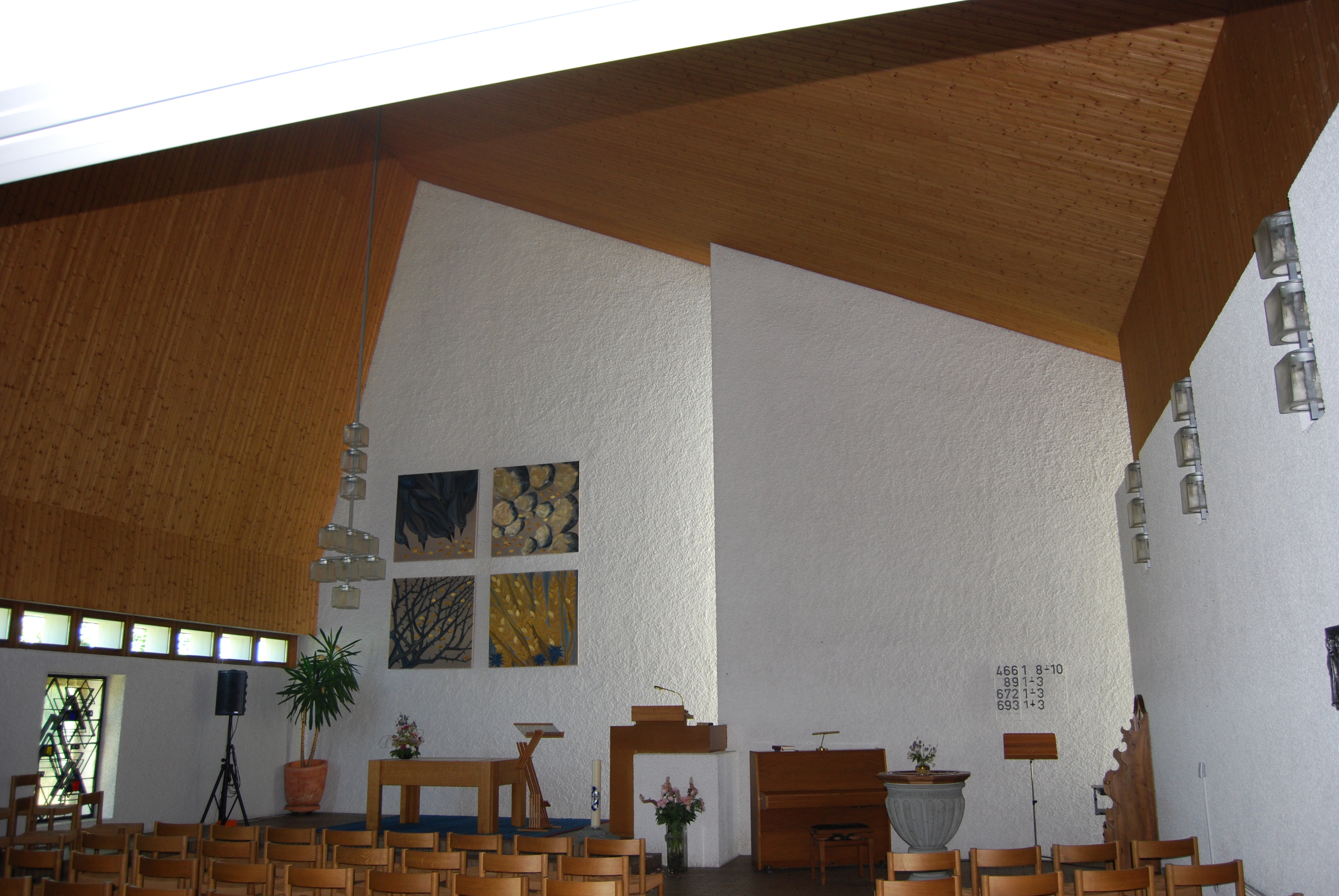
Innenansicht der reformierten Kirche
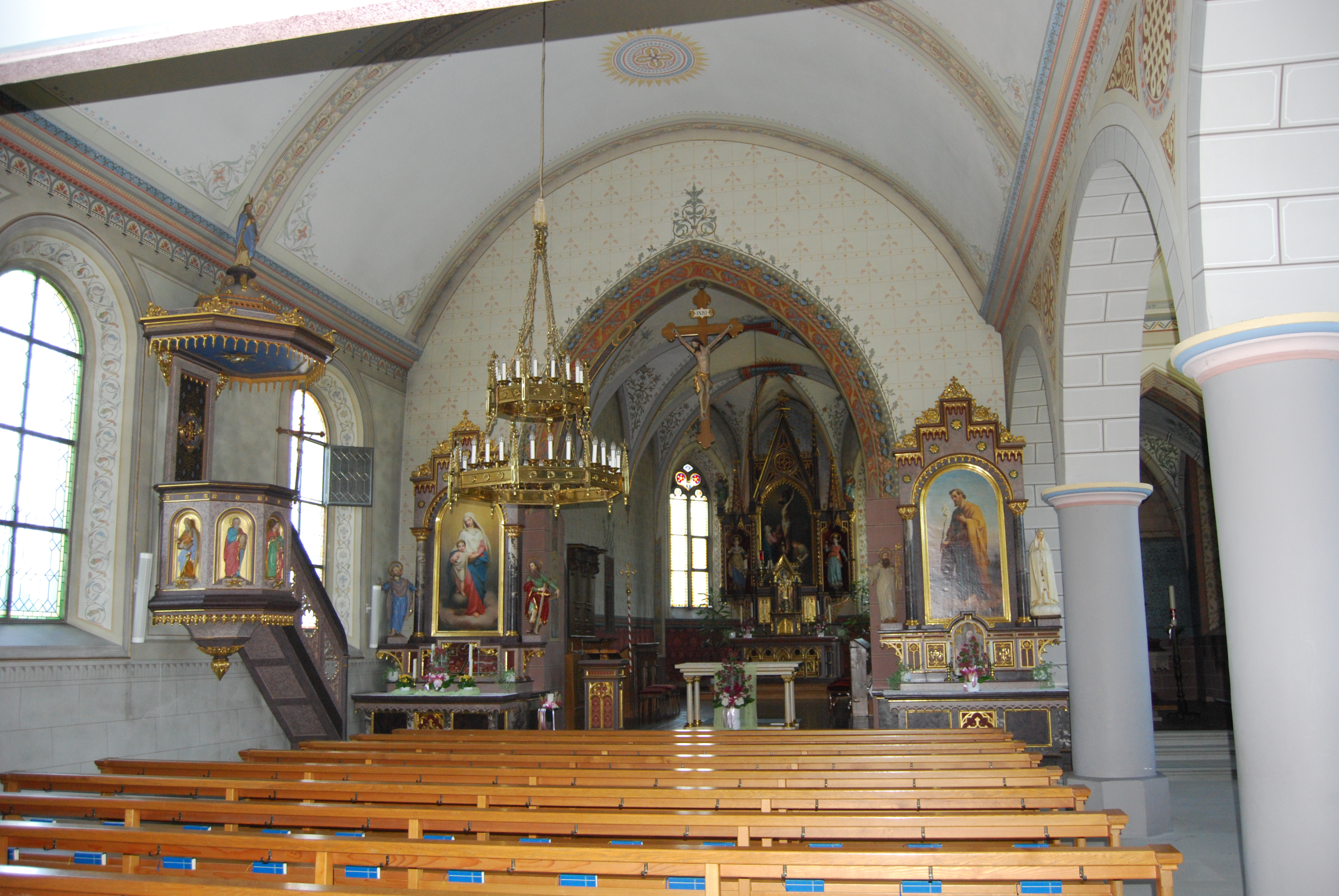
Innenansicht der katholischen Kirche
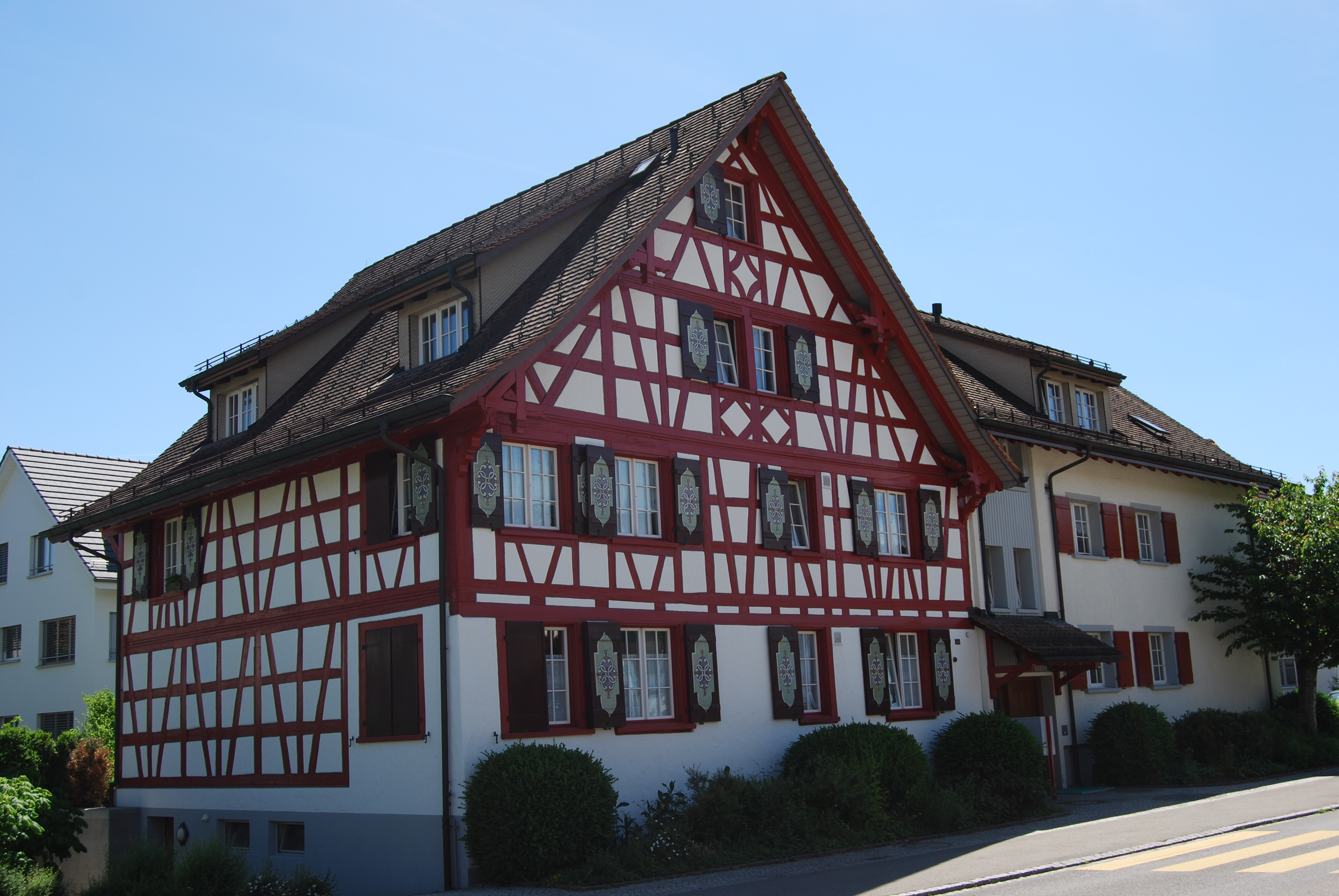
Fachwerkhaus
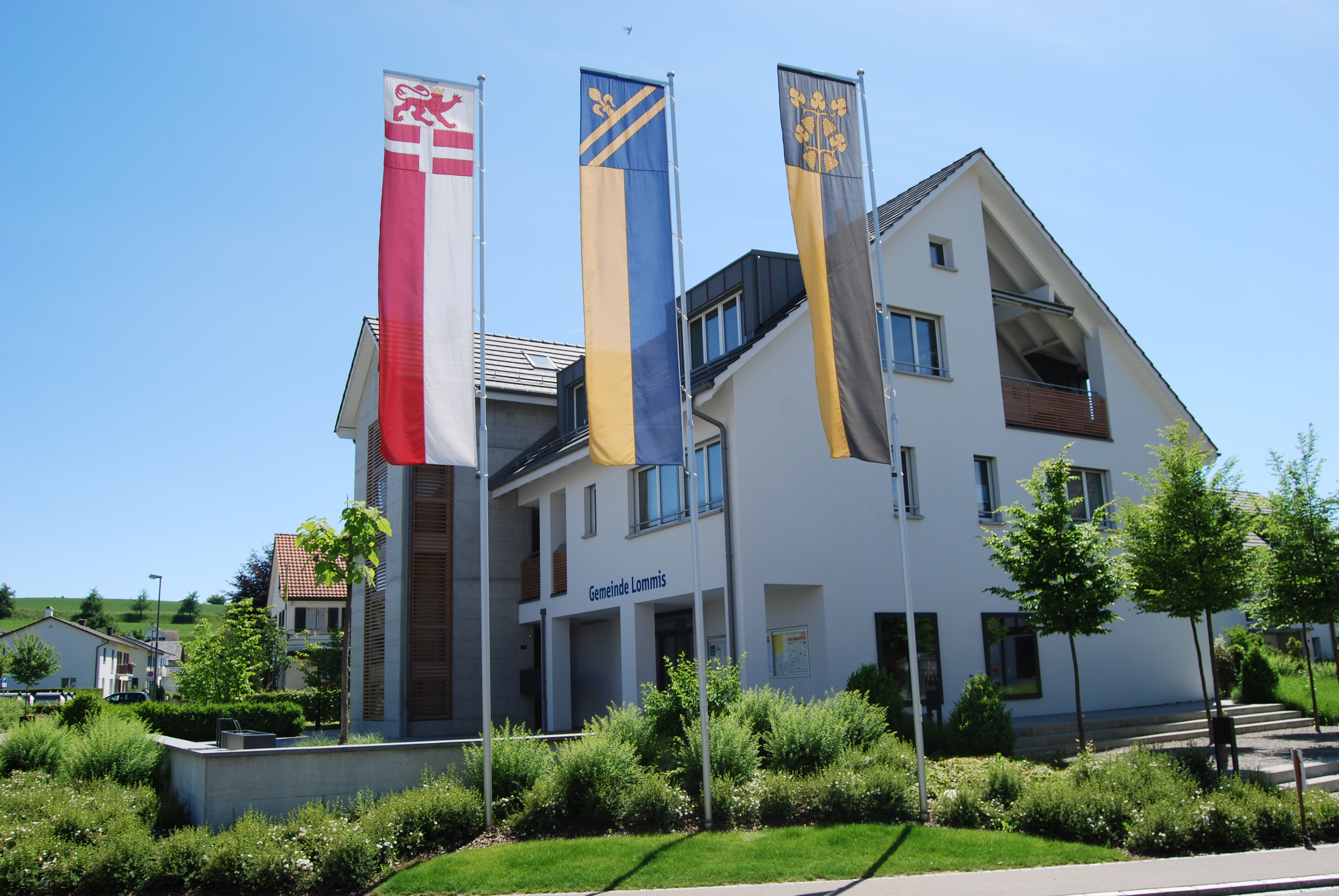
Gemeindehaus
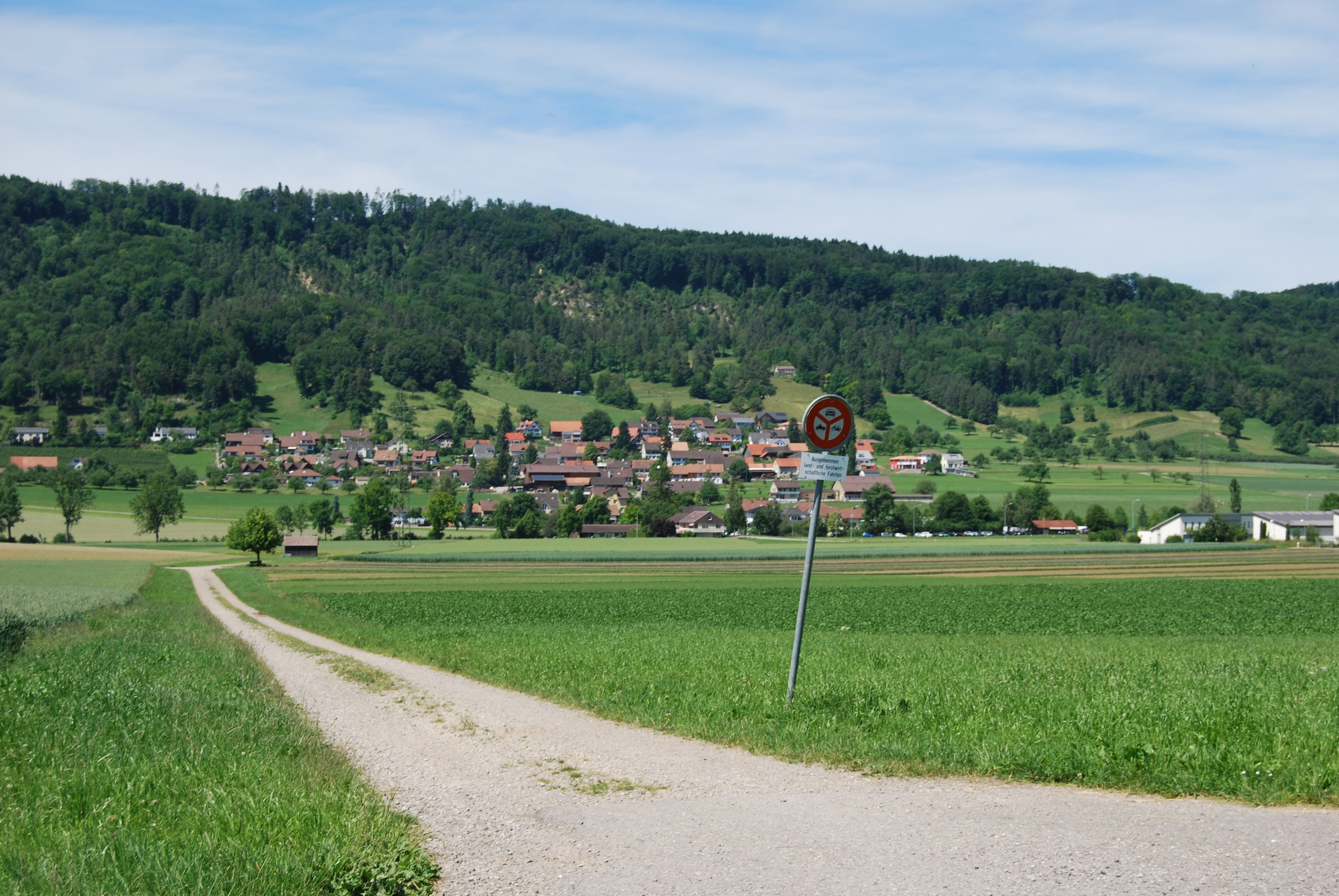
Weingarten
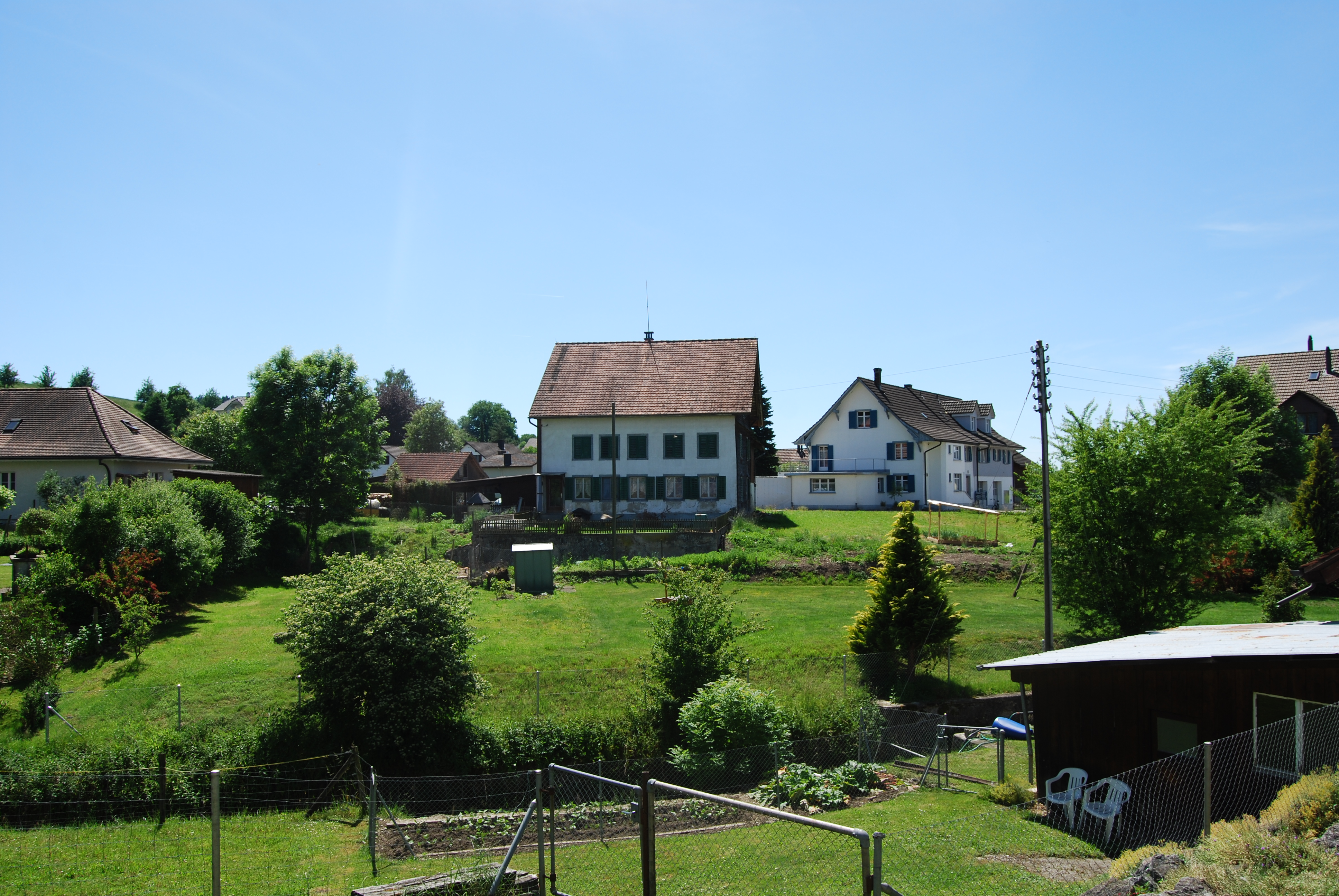
Kaabach
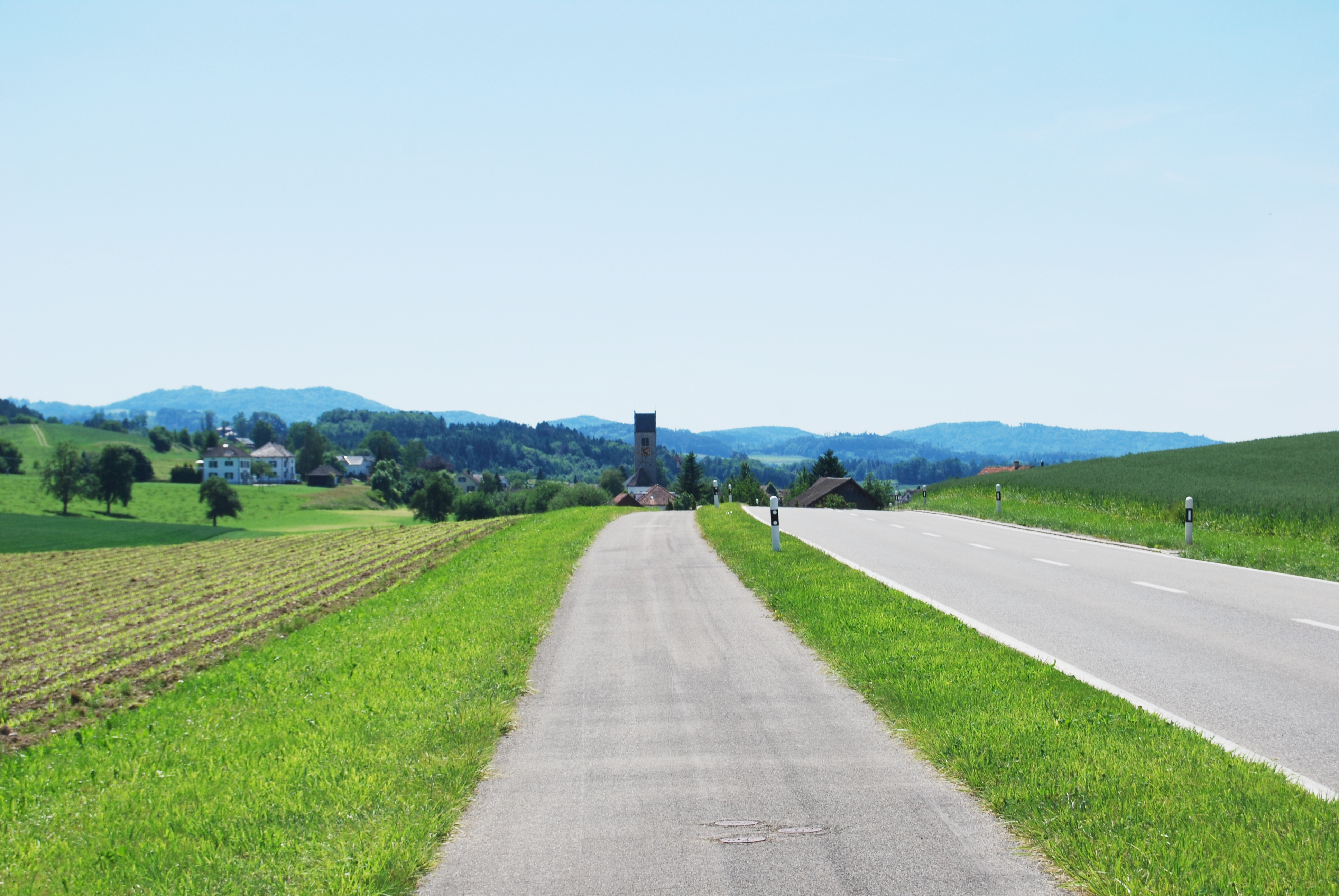
Dorfansicht von Osten
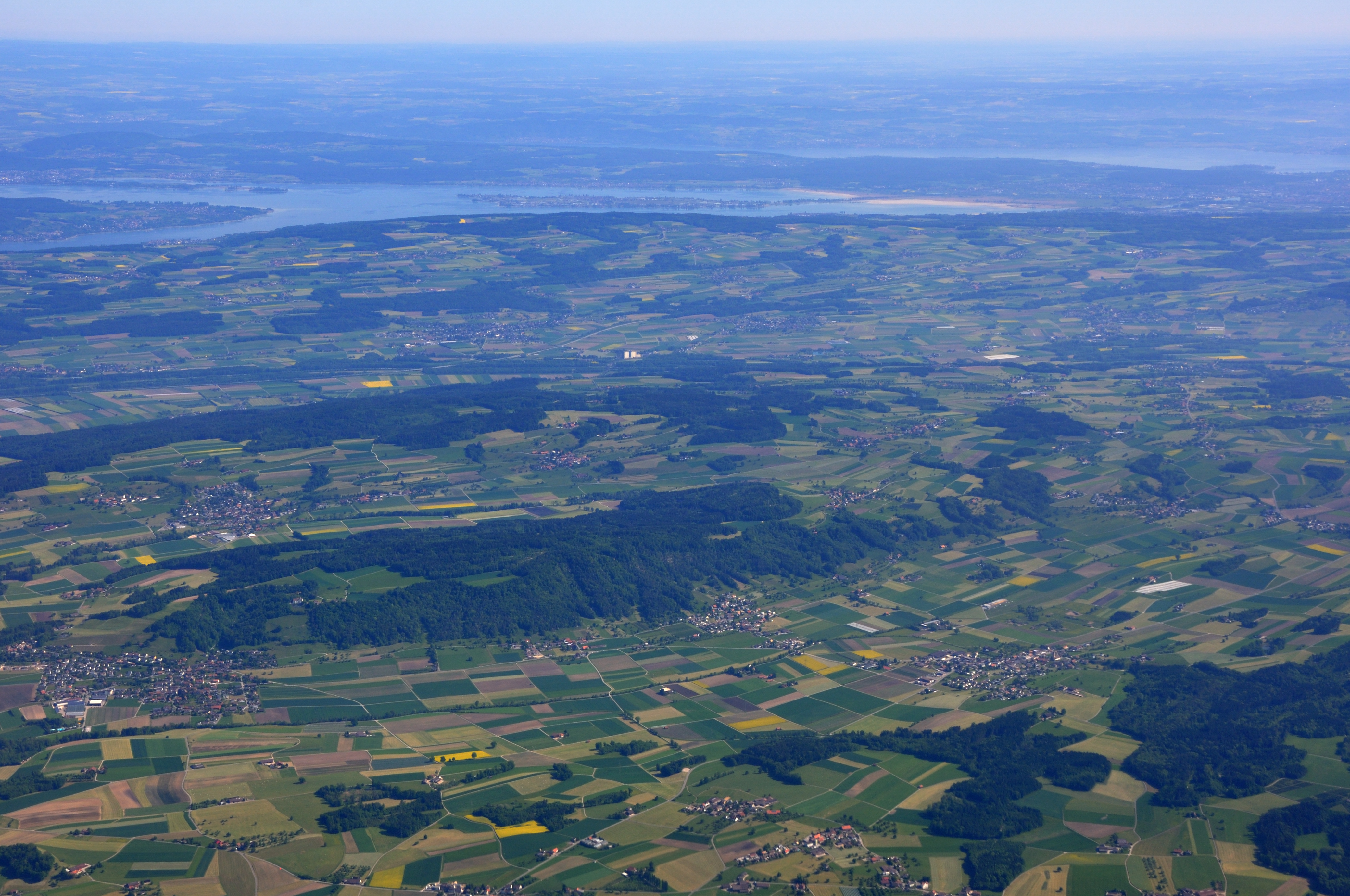
Luftbild vom 9. Mai 2011